# Hnizdyczów (hromada)
Hnizdyczów – hromada wiejska w rejonie stryjskim obwodu lwowskiego Ukrainy. Siedzibą hromady jest Hnizdyczów.
Hromadę utworzono w ramach reformy decentralizacji  w 2020 roku.

## Miejscowości hromady
W skład hromady wchodzą 1 osiedle typu miejskiego i 12 wsie.

- Hnizdyczów – osiedle typu miejskiego, siedziba hromady
- Dunajec
- Hanowce
- Karolówka
- Kornelówka
- Łowczyce
- Machliniec
- Nowe Sioło
- Obłaźnica
- Pokrowce
- Ruda
- Wola Obłaźnicka
- Żyriwśke